# Білоус Теодор Іванович
Теодор (Федір) Іванович Білоус (27 липня 1827, с. Витків, нині Новий Витків, Радехівський район — 15 лютого 1892, м. Коломия) — український громадський і культурно-освітній діяч, педагог, директор гімназії, літератор, видавець. Посол Галицького сейму (1861—1866, 1871—1876). Дописував до газет «Слово», «Пролом», «Руська Рада», «Червона Русь», «Бесіда», «Весна». Редагував у Коломиї «Весну», допомагав у виданні журналу «Наука», газети «Руська Рада». Старший брат Михайла Білоуса.

## Біографія

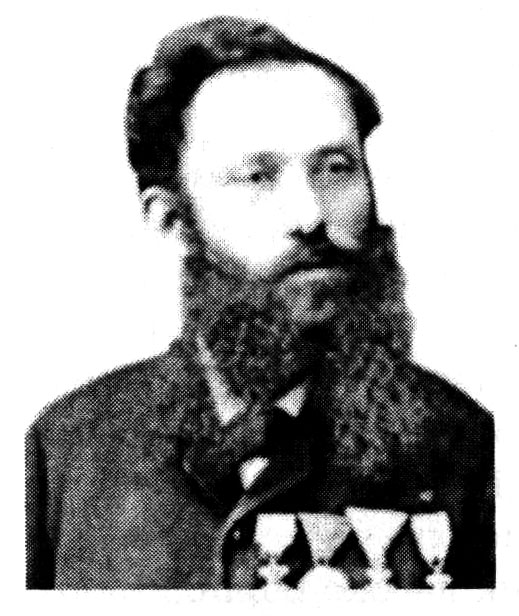

Народився 27 липня 1827 року в с. Старий Витків[джерело?] (нині Новий Витків Радехівського району) на Львівщині у сім'ї міщанина-ремісника кравця й кушніра Івана Опанасовича Білоуса.
В 1839 р. закінчив головну чотирикласну школу в Бродах у 1840—1846 pp., вчився у Львівській гімназії, 1847—1854 pp. — у Львівському університеті, де закінчив богослов'я та філософський факультет.
Після навчання у Львівській духовній семінарії та Львівському університеті вчителює у гімназіях Львова і Тернополя (зокрема, згаданий у звіті за 1857, 1861/1862 навч. році вказаний серед викладачів німецькомовної місцевої гімназії). 1861 року став директором новоствореної гімназії в Коломиї. Приятелював з Іваном Федоровичем  (батьком Володислава Федоровича) — послом Австрійського парламенту від Тернопільщини, правником, письменником і публіцистом.
Часто мандрує по селах Покуття та Гуцульщини, запрошуючи до навчання українську сільську молодь, збирає пожертви на бурсу для бідних учнів.
Вчителював у Львові, Тернополі, був директором нижчої гімназії в Коломиї (1861—1868). Викладав у гімназіях історію, географію, німецьку мову. Вчитель Михайла Павлика, якому допомагав матеріально, як і багатьом іншим учням.
Польські чиновники були обурені його активною громадською та просвітницькою діяльністю серед українського люду, і крайова шкільна рада переводить його до польського містечка Бохня на посаду директора гімназії (1868 р.).
У 1888 р. переведений на пенсію, знову повернувся до Коломиї, де жив до смерті.
Помер Федір Білоус неодруженим 15 (27) лютого 1892 р. в Коломиї.
Похорон відбувся 29 лютого при багатолюднім зібранні. 26 священиків відслужили парастас і соборну літургію. Протягом 5-ти годин відбувався той похоронний обряд. Два світські та два духовні представники інтелігенції виголосили прощальні промови. Тлінні останки було зложено в родинному гробівці Білоусів на цвинтарі в Коломиї. 
7 березня (за н. ст.) 1892 р. у Львові відбулося поминальне богослужіння за упокій душі померлого Ф. Білоуса в церкві Успіня Пресвятої Богородиці. Службу відправив старенький о. Михайло Малиновський з дияконами, парастас 14 духовних. На престолі було представлено портрет покійного, намальований Корнилом Устияновичем, 3 хліби, коливо. Хор питомців духовної семінарії під управою Нижанківського дуже гарно і жалібно відспівав Службу і парастас. Крім того, було відправлено поминальні богослужіння у рідному Виткові та в деяких селах його колишніми учнями, тоді священиками.

## Літературна та видавнича діяльність
Автор розвідки про князів Острозьких та інших праць, низки повістей. На жаль його твори сьогодні є невідомими, оскільки вони були написані язичієм — книжною мовою москвофілів. Автор біографії Івана Федоровича (1882).
Разом з братом Михайлом заснував у Коломиї друкарню і видавництво.
Він залишив слід як літератор та видавець. У газетах «Слово», «Пролом», «Руська Рада», «Червона Русь», «Бесіда», «Весна» опублікував низку статей з життя Галичини та враження з подорожей. Редагував у Коломиї «Весну», допомагав у виданні журналу «Наука», газети «Руська Рада». Автор творів «Северная любов» (1851),«Записки школяра-путника»  [Архівовано 28 вересня 2020 у Wayback Machine.](1853), «Церкви руськие в Галиции и Буковине» (1877), «Афоризмы Йвана Федоровича» (1882), «Путевые записки на Восток» (1889, 1890), «Описание икон по церквам руским, старогреческим», «Устав общества литературного в Коломыи», «Послание к радиховянам» (1876), «Opis awstro-węgerskyj monarchii» (1886), «Krótki rys rozwoju gimnazyum Bocheńskiego» (1887), «Історія князей Острожских» (1883) та ін. І. Франко та М. Павлик високо оцінили його творчість.

## Громадська діяльність
У 1861—1866 і 1871—1876 рр., будучи послом до Галицького сейму, домігся відкриття майже 30 промислових шкіл. Активний учасник «Руського клюбу» (згромадження депутатів-українців) в Галицькому сеймі.
Був засновником, українського літературно-драматичного товариства (1880).
У 1861—1867 pp. та 1870—1876 pp. був послом до Галицького сейму, де виступав в обороні та в інтересах українського народу, піклувався його матеріальними та духовними потребами. Виступав з пропозиціями та проектами відкриття ремісничих шкіл, українських гімназій в Заліщиках, Жовкві, Сяноці. Засновник літературного українського товариства (1863) — одного з перших в Україні та один з фундаторів українського літературно-драматичного товариства в Коломиї (1880). Заснував 9 позичкових фондів для бідних міщан, учнів і викладачів ґімназій, зокрема у Виткові, Тернополі, Микулинцях, Самборі. Пожертвував 10 золотих ринських на Народний дім у Львові та понад 300 книг для цієї установи. Для матеріальної підтримки навчання українських сільських вчителів Львівської архиєпархії зобов'язався з 1863 р. до кінця свого життя, щорічно давати по 15 золотих ринських. Для школи у рідному Виткові подарував 120 книг, щорічно аж до смерті допомагав їй фінансово.
Був одним з небагатьох «старих русинів», що підтримали молодих Івана Франка та Михайла Павлика. Проживаючи самотньо і убого складав щедрі пожертви на поширення освіти серед рідного народу. Його жертовне життя було типовим для десятків тисяч невідомих сьогодні українських патріотів, які не дали розчинитись нашій нації в півтисячолітньому мороці бездержавності.
Як писав його біограф Ф. Свистун, Федір Білоус був зразком благодійності. Сам відмовляв собі у найменших задоволеннях, не винаймав квартири, а спав у гімназійній канцелярії, скромно харчувався і одягався, ходив у чоботях з латками, а зароблені гроші давав на народні цілі — на церкви, бурси, видавництва літератури. Двоповерхову кам'яницю в Коломиї передав на «Білоусів жіночий приют» — дівочу школу під управою Народного дому у Львові.